# Agente rappresentativo
In economia, il concetto di agente rappresentativo è un costrutto teorico, largamente utilizzato nella macroeconomia e nella finanza, che si riferisce a un ipotetico agente che dispone di tutta la ricchezza dell'economia.

## Storia
La nozione di agente rappresentativo è un costrutto della teoria economica, originariamente introdotto nel tardo XIX secolo. Francis Edgeworth (1881) usa il termine representative particular, mentre Alfred Marshall (1890) introduce un'impresa rappresentativa nei suoi Principles of Economics. È tuttavia soltanto in seguito al noto lavoro di Robert Lucas, Jr. (1976, la critica di Lucas sul ruolo giocato dalle aspettative nel determinare gli effetti della politica economica) che l'agente rappresentativo diventa uno strumento di rilievo nelle applicazioni macroeconomiche. I modelli che oggi fanno ricorso al concetto di agente rappresentativo sono in genere basati su un problema di ottimizzazione che ne caratterizza le decisioni; l'agente rappresentativo può di volta in volta essere un consumatore o un'impresa (si parla allora, rispettivamente, di consumatore rappresentativo e/o di impresa rappresentativa).

## Motivazioni
Hartley (1997) identifica diverse motivazioni dietro l'uso di agenti rappresentativi. In primo luogo, la costruzione di modelli basati sulla figura dell'agente rappresentativo può superare la critica di Lucas, consente una rigorosa microfondazione di modelli macroeconomici, e aiuta nello sviluppo di modelli walrasiani di equilibrio economico generale.
Lucas (1976) aveva fatto osservare che prescrizioni di politica economica derivate da pure relazioni macroeconomiche trascurano cambiamenti successivi nel comportamento degli agenti economici. Una relazione macroeconomica empirica come la curva di Phillips non potrebbe dunque considerarsi stabile, e non sarebbe utilizzabile ai fini della politica economica.
Modelli basati sul concetto di agente rappresentativo, d'altro lato, vanno al di là di relazioni aggregate (come la curva di Phillips). Hartley, tuttavia, trova che nessuna di queste tre motivazioni sia convincente. Ad esempio, gli stati di equilibrio tipici dei modelli di equilibrio generale con un agente rappresentativo sono caratterizzati dalla completa assenza del commercio e degli scambi, che è contraddetta dai dati empirici. Anche Kirman (1992) è critico nei confronti dell'approccio dell'agente rappresentativo in economia. Siccome i modelli basati su tale agente semplicemente ignorano i richiami relativi alle opportune integrazioni, i modelli stessi sono sovente responsabili di una carente o mancata composizione. Egli fornisce un esempio in cui l'agente rappresentativo è in disaccordo con tutti gli altri soggetti economici. Pertanto, in questo caso le raccomandazioni della politica economica rivolte al miglioramento del benessere dell'agente rappresentativo sarebbero illegittime. Kirman conclude che la riduzione di un gruppo di agenti eterogenei ad un agente rappresentativo non è soltanto una questione di convenienza analitica, ma è "insieme ingiustificata e foriera di conclusioni che solitamente risultano fuorvianti e spesso errate." Nella sua visione, l'agente rappresentativo "merita una dignitosa sepoltura, in quanto costituisce un approccio all'analisi economica che non solo è primitivo, ma fondamentalmente erroneo." Una possibile alternativa all'approccio economico fondato su un agente rappresentativo potrebbe essere data dai modelli di simulazione basati su agenti multipli, i quali sono in grado di trattare molti agenti eterogenei.